# Fontenay-en-Vexin
Fontenay-en-Vexin, dříve jen Fontenay, je francouzská obec v departementu Eure v regionu Normandie. V roce 2010 zde žilo 325 obyvatel.

## Vývoj počtu obyvatel
Počet obyvatel 